# 永遠の夏
「永遠の夏」（えいえんのなつ）は、1995年7月26日に、東芝EMI / EASTWORLDからリリースされた山下久美子の29枚目のシングル。8cmCDの背表紙や、一部オンラインショップでは「永遠の夏/スウィート・ガールズ・パレード」と表記されているが、公式サイトでは表題曲（A面）のみの表記である。

## 作品概要
アルバム『SUCCESS MOON』の先行シングルで、2曲共にタイアップがついている。
「永遠の夏」は、テレビ朝日系『USO』のオープニングテーマに起用された。
カップリング曲の「スウィート・ガールズ・パレード」は、トヨタ『スターレット』のCMソングに起用された。山下の楽曲で、トヨタのタイアップに使用されたのは、1980年に発表された『ターセル』と『コルサ』のCMソングである「ワンダフルcha-cha」以来約15年ぶりである。
このシングルから、表題曲に加えてカップリング曲のオリジナル・カラオケが収録された。

## 収録曲
| 全作詞: 森雪之丞、全作曲: 布袋寅泰、全編曲: 布袋寅泰 & SIMON HALE。 |                                                          |          |            |      |
| #                                                                   | タイトル                                                 | 作詞     | 作曲・編曲 | 時間 |
| 1.                                                                  | 「永遠の夏」                                             | 森雪之丞 | 布袋寅泰   | 4:52 |
| 2.                                                                  | 「スウィート・ガールズ・パレード」                       | 森雪之丞 | 布袋寅泰   | 4:48 |
| 3.                                                                  | 「永遠の夏」(オリジナル・カラオケ)                       | 森雪之丞 | 布袋寅泰   | 4:52 |
| 4.                                                                  | 「スウィート・ガールズ・パレード」(オリジナル・カラオケ) | 森雪之丞 | 布袋寅泰   | 4:48 |
| 合計時間:                                                           | 合計時間:                                                | 19:20    |            |      |